# Vishnu Shridhar Wakankar
Vishnú Shridhar Wakankar ( * 4 de mayo de 1919 – 3 de abril de 1988) fue un arqueólogo indio.
Utilizaba el sobrenombre Jari Bau (en inglés Haribhau).
Es famoso especialmente porque en 1958 descubrió las cuevas de Bhimbetka, que muestran las trazas más antiguas de vida humana en India.

## Biografía[1]
- Nació el 4 de mayo de 1919 en Nimach (Madhya Pradesh).
- Obtuvo un grado G. D (en arte), una licenciatura y un doctorado en arqueología.
- Fue director del Centro de Investigación de Arte Rupestre «Bharati Kala Bhavan»
- Entre 1961 y 1963 vivió en París (Francia) con una beca del Gobierno francés para realizar investigaciones en la Universidad de La Sorbonne.
- En 1963 obtuvo una beca Dorabjee Tata Trust Scholarship para seguir trabajando en Francia.
- En 1966 recibió una invitación desde EE. UU. para estudiar arte rupestre.
- 1975, Wakankar recibió el premio Padma Shri, uno de los honores civiles más importantes del país.
- 1981: presenta un artículo científico en Capo di Ponte (Italia).
- 1984: en EE. UU. realiza una exhibición acerca de la «Contribución de la India al mundo
- 1984: en EE. UU. estudia las civilizaciones maya y azteca.
- 1986: establece el Wakankar Bharati Sanskriti Anveshan Nyas (Wakankar Indological Cultural Research Trust), en Ujjain (Madhya Pradesh) para promover actividades educativas y culturales. La familia Wakankar donó a esta fundación su propiedad Uma Niwas (en Madhav Nagar, Ujjain).
- 1988: Wakankar fallece en Singapur a los 68 años de edad.

Wakankar escribió más de 400 artículos de investigación y 6 libros sobre prehistoria y protohistoria india, que incluye su famoso libro (escrito con el crítico australiano de arte rupestre Dr. Lothar Wanke) acerca del arte rupestre en Bhim Betka.
Dio conferencias en 16 lugares en todo el mundo.
Otros hallazgos de Wakankar fueron los sitios arqueológicos pre-harappa en Kaytha y Dangewada (en Madhya Pradesh), y el estudio del famoso y desaparecido río védico Sárasuati.
Descubrió el Homo sapiens' más antiguo de la India, que tenía más de 25.000 años.

## Los abrigos rupestres de Bhimbethka
«En 1956, yo estaba yendo en tren desde Bhopal hasta Itarasi, y sentí que estas montañas ocultaban una gran historia. Me bajé en la siguiente estación y caminé hasta aquí. ¡En la primera cueva en la que entré encontré pinturas! Este lugar tiene artefactos que datan de 500.000 años atrás». Se pone de pie sobre un monumento y dice: «Este es un stupa budista. Por aquí debe haber estado la corte del emperador Ashoka. ¿Ve aquellas ruinas? Son remanentes de una represa construida por el rey Bhoja Rasha. Hizo construir el lago más grande de su época. Los botes podían venir desde Bhopal
Charla del Dr. Wakankar con el arqueólogo K. L. Kamat en 1977

Wakankar invitó a estudiantes de escuelas de arte para que copiaran meticulosamente todas las obras artísticas pintadas en las paredes.
Presentó estos trabajos en una conferencia de arqueólogos en Francia, y más tarde en Estados Unidos.
El valor de estas pinturas rupestres se reconoció recién en los años setenta, cuando los arqueólogos y entusiastas del arte rupestre todo el mundo comenzaron a llegar a este remoto lugar.
El gobierno del estado de Madhya Pradesh ha publicado el estudio del Dr. Wakankar Painted rock shelters of India.
En 1970, la UNESCO inscribió estas cuevas como un Patrimonio de la Humanidad.